# Tumulus de Castellaouenan
Le tumulus de Castellaouenan est situé sur la commune de Paule.
Le tumulus fait l’objet d’un classement au titre des monuments historiques depuis 1968.

## Histoire
Le tumulus de Castellaouenan a été érigé durant l'Âge du bronze.